# Макасари
Макаса́ри (власна назва мангкасарак, індонез. Suku Makassar) — народість з південного заходу острова Сулавесі, Індонезія, що мешкає переважно навколо Макассару, столиці провінції Південний Сулавесі, а також на високогір'ї Конджо, прибережних районах і островах Селаяр і Спермонде. Макасари розмовляють макассарською мовою, яка є тісно пов’язаною з бугійською, а також малайською креольською мовою під назвою макассарська малайська. За мовою та культурою близькі до бугів і південних тораджів.

## Чисельність
За даними перепису населення 2010 року в Індонезії проживало 2 672 590 макасарів (1,13 % населення країни), більшість у провінції Південне Сулавесі — 2 380 208 осіб (29,68 % її населення). Окремі групи живуть в інших провінціях Сулавесі, на островах Калімантан та Нова Гвінея і в Джакарті.

## Мова
Макасарська мова належить до південносулавесійської групи західної гілки малайсько-полінезійських мов. Діалекти: макасар, тонтхіян, туратеа.
Існує писемність на основі латинської абетки, а також місцеві системи письма.
Говорять також індонезійською мовою.

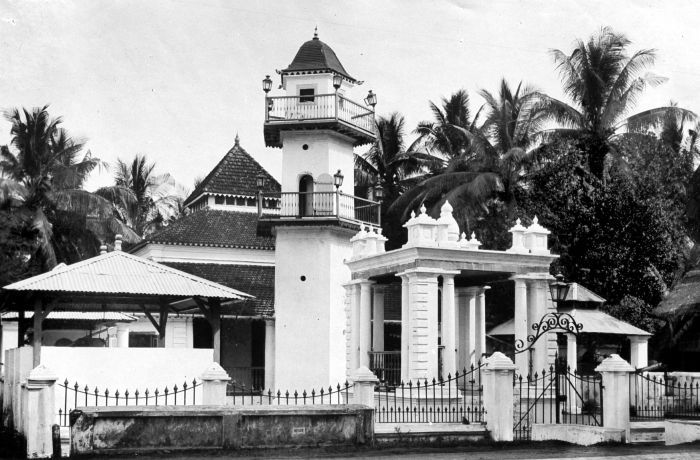
Мечеть поблизу міста Макасар

## Релігія
За віросповіданням макасари є мусульманами-сунітами.

## Історія
На острів Сулавесі предки макасарів переселилися на початку II тис. після Р. Х. із західних островів Індонезії або з материка. Брали участь у міжострівній торгівлі. У XIV—XV ст. створили султанат Гова, який до XVII ст. встановив владу над Південним Сулавесі й деякими з Малих Зондських островів (Флорес, Сумбава). У кінці XVII ст. потрапили під владу голландців, з 1949 року в складі Республіки Індонезія.

## Господарство
Основні заняття — землеробство і рибальство. Вирощують рис, а також кокосову пальму, тютюн, прянощі та ін. Тримають буйволів, коней, кіз.
Розвинуті ткацтво, ювелірне ремесло, будівництво човнів.
Серед макасарів є значний прошарок міської інтелігенції.

## Суспільство
Спосіб життя сільських і міських макасарів сильно відрізняється: перші зберігають патріархальне суспільство, базовою одиницею якого є територіальна громада, інші живуть в умовах ринкової економіки. В макасарському суспільстві зберігається станове розмежування між аристократами, групами вільного населення і потомками рабів.

## Житло
Макасарські села мають лінійне планування і налічують від 50 до 200 і більше господарств.
Традиційне житло ставлять на палях. У плані воно чотирикутної форми, має сідлоподібний дах і розраховане на декілька сімей. На зміну такому житлу приходять маленькі хати в «тропічному» стилі на одну сім'ю.

## Духовна культура
Розвинений музичний фольклор і танцювальна культура.
Традиційні жерці бісу зберігають багату обрядовість доісламського періоду.